# Saint-Maurice-de-Gourdans
Saint-Maurice-de-Gourdans är en kommun i departementet Ain i regionen Auvergne-Rhône-Alpes i östra Frankrike. Kommunen ligger  i kantonen Meximieux som ligger i arrondissementet Bourg-en-Bresse. Kommunens areal är 25,39 km². År 2022 hade Saint-Maurice-de-Gourdans 2 826 invånare.

## Befolkningsutveckling
Antalet invånare i kommunen Saint-Maurice-de-Gourdans
Referens: INSEE